# Умершие в мае 2010 года
Это список известных людей, соответствующих установленным критериям значимости (см. Википедия:Критерии значимости персоналий), умерших в мае 2010 года.
Причина смерти указывается лишь в исключительных случаях (убийство, самоубийство, гибель в результате военных действий, смертная казнь, ДТП или несчастные случаи). В остальных случаях — не указывается.

## Список
1 мая

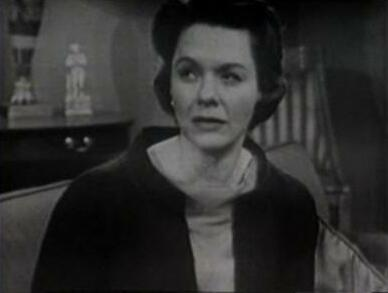
Хелен Вагнер

- Вагнер, Хелен (91) — американская актриса, обладательница премии Эмми[1].
- Каминьский, Зигмунт (77) — польский католический прелат, бывший архиепископ городов Камень-Поморски и Щецин (1999—2009)[2].
- Куйович, Драган (62) — временный президент Черногории (2003)[3].
- Купле, Дина (69) — латвийская актриса, Народная артистка Латвийской ССР. [www.kino-teatr.ru/kino/acter/sov/37994/works/]
- Лопес, Питер (60) — адвокат, представлявший в суде интересы Майкла Джексона, Андреа Бочелли и других голливудских звёзд; самоубийство[4].
- Макконнелл, Роб (75) — канадский джазовый тромбонист, композитор, педагог[5].
- Ребров, Дмитрий Вячеславович (50) — российский писатель и сценарист. [www.kino-teatr.ru/kino/screenwriter/ros/46967/bio/]
- Сисакян, Алексей Норайрович (65) — советский российский физик-теоретик, академик РАН, директор Объединённого института ядерных исследований (город Дубна), член Президиума РАН[6].

2 мая

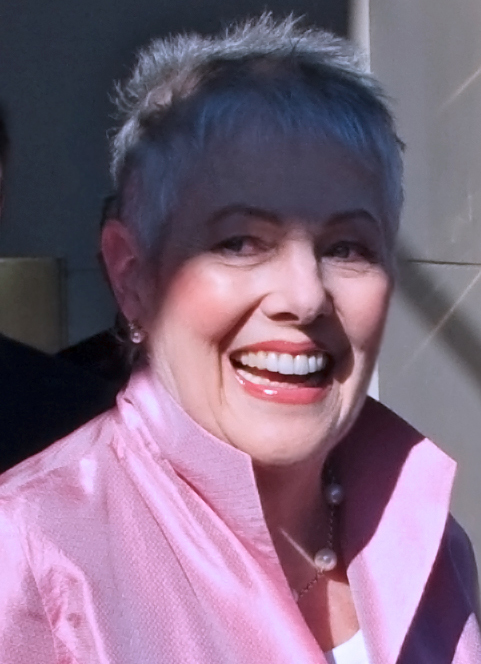
Линн Редгрейв

- Немечек, Богумил (72) — чехословацкий боксёр, чемпион Олимпийских игр в Риме, (1960), чемпион Европы (1967) [7].
- Редгрейв, Линн (67) — британская актриса из актёрской династии Редгрейвов, двукратная обладательница премии Золотой глобус. [www.kino-teatr.ru/kino/acter/hollywood/63167/bio/]
- Тинэн, Кама (114) — японская долгожительница с острова Окинава, старейший житель Земли с подтверждённым возрастом с 11 сентября 2009 года.[8]

3 мая

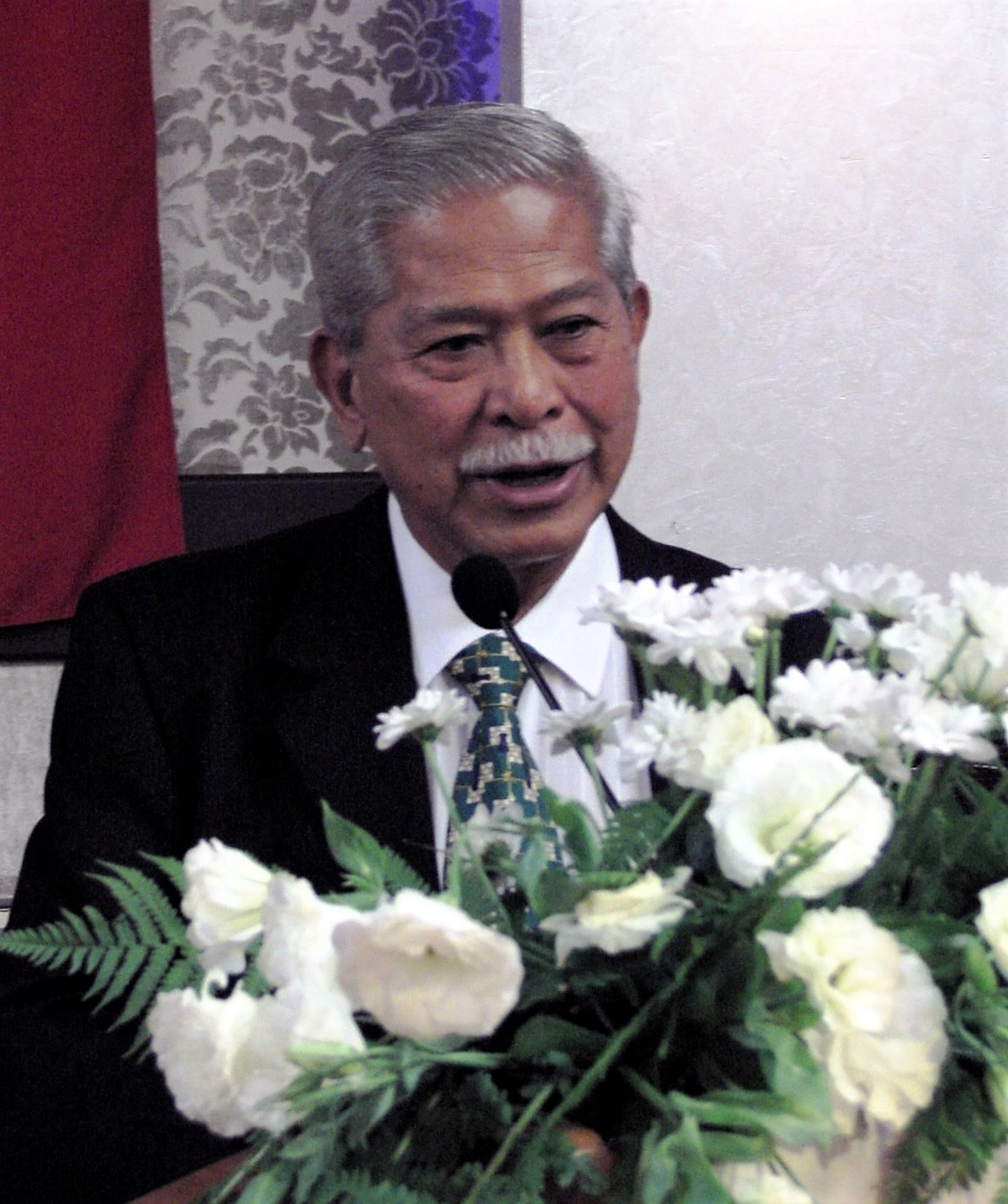
Флоренсио Кампоманес

- Гарднер. Джимми (85) — британский актёр[9].
- Дёрнберг, Стефан (85) — немецкий историк.
- Кастен, Карл (94) — американский художник[10].
- Кампоманес, Флоренсио (83) — филиппинский шахматист, президент ФИДЕ (1982—1995)[11].
- О'Доннелл, Питер (90) — британский писатель[12].
- Рыдченко, Иван Пантелеевич (93) — советский государственный деятель, контр-адмирал.
- Шибуя, Кенджи (88) — американский актёр[13].

4 мая
- Борг, Брита (83) — шведская певица и актриса[14].
- Коттулински, Фредди (77) — немецко-шведский автогонщик, победитель ралли Париж-Дакар (1980)[15].
- Любчанский, Вильям (72) — французский кинооператор[16].
- Поджи, Луиджи (92) — итальянский куриальный кардинал и ватиканский дипломат[17].
- Проваторов, Геннадий Пантелеймонович (81) — советский, российский и белорусский дирижёр[18].

5 мая
- Завалий, Евдокия Николаевна (85) — единственная женщина-командир взвода морской пехоты в годы Великой Отечественной войны[19]
- Лобков, Борис Маркович (75) — советский и российский сценарист. [www.kino-teatr.ru/kino/screenwriter/ros/36629/bio/]
- Сильяндер, Харри (87) — финский боксёр, бронзовый призёр летних Олимпийских игр в Хельсинки (1952) в полутяжёлом весе[20]. Архивная копия от 18 октября 2012 на Wayback Machine
- Симионато, Джульетта (99) — итальянская оперная певица (меццо-сопрано)[21].
- Яр-Адуа, Умару (58) — Президент Нигерии (с 2007 года)[22].

6 мая
- Нери, Джакомо (94) — итальянский футболист, игрок национальной сборной (1939—1940) и итальянского «Ювентуса»[23].
- Туньич, Горан (32) — хорватский футболист, защитник; сердечный приступ[24].

7 мая
- Апт, Соломон Константинович (88) — российский переводчик и филолог[25].
- Грин, Памела (81) — британская актриса[26].
- Давыдов, Дмитрий Юрьевич (37) — заместитель председателя правления Сбербанка России, бывший глава Волго-Вятского отделения Сбербанка России (2003—2008)[27].
- Мара, Аделе (87) — американская актриса[28].
- Нездолий, Кузьма Павлович (86) — генерал-майор Советской Армии, участник Великой Отечественной войны, Герой Советского Союза.
- Стоянович, Светозар (79) — сербский философ-марксист[29].
- Хикел, Уолтер (90) — министр внутренних дел США (1969—1970), губернатор Аляски (1966—1969, 1990—1994)[30].
- Чула, Бабс (64) — американская актриса[31].

8 мая
- Капилья, Хоакин (71) — мексиканский спортсмен, олимпийский чемпион Игр в Мельбурне (1956) по прыжкам в воду, серебряный призёр Олимпийских игр в Хельсинки (1952), бронзовый призёр Олимпийских игр в Лондоне (1948) и Мельбурне (1956)[32].
- Лилиенталь, Андрэ Арнольдович (99) — венгеро-советский шахматист, тренер, журналист, заслуженный мастер спорта СССР (1948, международный гроссмейстер[33].
- Скрипченко, Фёдор Фёдорович (74) — молдавский шахматный педагог, заслуженный тренер, генеральный секретарь федерации шахмат Молдовы[34].
- Халл, Эндрю (46) — канадский сценарист, режиссёр и художник[35].
- Шмидт, Пир (84) — германский актёр[36].

9 мая
- Балдвин, Флория (114) — самая старая жительница Великобритании и Европы[37].
- Бурачинский, Борис (46) — эстонский журналист и библиограф.
- Дийкстал, Ханс (67) — вице-премьер и министр внутренних дел (1994—1998) Нидерландов[38].
- Зосима (Давыдов) (46) — епископ Якутский и Ленский (с 2004 года)[39].
- Калягин, Владимир Александрович (62) — депутат Государственной Думы РФ (1995—2004)[40].
- Камангар, Фарзад (32) — иранский профсоюзный активист, казнён[41].
- Киселёв, Сергей Борисович (55) — российский архитектор, член-корреспондент Академии художеств России[42].
- Когаке, Теруи (77) — японский спортсмен. мировой рекордсмен в тройном прыжке (1956)[43].
- Мотейл, Отакар (77) — чешский правозащитник и политик, председатель Верховного суда, министр юстиции (1998—2000), Омбудсмен (с 2000)[44].
- Сетруло, Дин (91) — американский фехтовальщик, бронзовый призёр летних Олимпийских игр в Лондоне (1948) в командной сабле[45].
- Хорн, Лена (92) — американская певица и актриса, одна из первых звёзд негритянского киномюзикла[46].

10 мая
- Биркет, Джек (75) — британский актёр и певец[47].
- Керрей, Чарльз (94) — британский яхтсмен, серебряный призёр летних Олимпийских игр в Хельсинки 1952[48]. Архивная копия от 11 июня 2017 на Wayback Machine
- Костюк, Платон Григорьевич (85) — украинский и советский учёный и государственный деятель, Председатель Верховного Совета УССР (1985—1990), Директор Института физиологии им. А. А. Богомольца НАН Украины, Герой Социалистического Труда (1984). Герой Украины (2007)[49].
- Мак Мохан (71) — индийский актёр[50]. Архивная копия от 11 августа 2011 на Wayback Machine
- Плоскина, Владимир Иванович (55) — советский футболист, капитан одесского «Черноморца» 70-80-х годов[51].
- Фразетта, Фрэнк (82) — американский художник-фантаст, иллюстратор, художник-мультипликатор, автор комиксов.[52]

11 мая
- Грабб, Тимоти (55) — британский спортсмен, серебряный призёр Олимпийских игр в Лос-Анджелесе (1984) по конному спорту[53].
- Джаббаров, Рауф (74) — главный тренер Азербайджана по боксу (1966—2001)[54].
- Итон Трэвис, Дорис (106) — американская актриса и танцовщица, последняя из доживших до наших дней звёзд шоу «Безумства Зигфелда»[55].
- Козловский, Мацей (52) — польский актёр театра и кино. [www.kino-teatr.ru/kino/acter/m/euro/86212/bio/]
- Мартикян, Тирайр (79) — архиепископ, глава румынской и болгарской епархии Армянской Апостольской Церкви[56].
- Монахов, Владимир Викторович (69) — заслуженный мастер спорта СССР, двукратный чемпион мира по хоккею с мячом, почётный гражданин города Ульяновска.[57]
- Ромалио, Тито (58) — советский и российский киноактёр; убийство[58].
- Уотт, Роберт (82) — канадский хоккеист, олимпийский чемпион Игр в Осло (1952)[59].

12 мая
- Воробьёв, Лев Васильевич — советский космонавт, полковник авиации запаса[60].
- Дуглас, Филлис (73) — американская актриса[61].
- Келлер-Герман, Эдит (88) — гроссмейстер (1978), шахматистка ГДР[62].
- Манингс, Аллан (86) — американский сценарист и продюсер[63].
- Осорес, Антонио (81) — испанский актёр[64].
- Папоров, Юрий Николаевич (86) — советский журналит-международник муж Валентины Толкуновой. Похоронен рядом с женой на Троекуровском[65]

13 мая
- Гаррет, Эдди (82) — американский актёр[66].
- Коттер, Клаус (75) — президент Международной бобслейной федерации (FIBT) (1980—1994)[67].
- Рио, Роза (107) — американский органист и композитор[68].

14 мая
- Ботяров, Евгений Михайлович (74) — советский, российский композитор, музыкальный педагог, Заслуженный деятель искусств Российской Федерации (1995)[1] (1995), профессор, член Союза композиторов СССР (РФ) (1963), член Союза кинематографистов РФ (2000).
- Го Кэн Суи (91)— второй вице-премьер Сингапура (1973—1984)[69].
- Кораблёв, Валерий Алексеевич (61) — советский футболист, игрок куйбышевских «Крыльев Советов» (1970—1974)[70].

15 мая
- Бекуит, Ателстан Лоуренс Джонсон (80) — австралийский химик-органик, наиболее известен исследованиями свободных радикалов.
- Бьен-Аиме, Габриэль — гаитянский политик, министр образования (2006—2008)
- Идризай, Бесиан (22) — австрийский футболист, игрок английского «Ливерпуля» (2005—2008); инфаркт[71].
- Рудольф фон Габсбург (90) — эрцгерцог Австрийский, сын последнего императора Австро-Венгрии Карла I[72].
- Кессель, Лорис (60) — швейцарский автогонщик, участник чемпионата мира по автогонкам в классе Формула-1[73].
- Паломяки, Юхани (32) — финский рок-музыкант, лидер группы Yearning[74].
- Филатов, Александр Степанович — советский и российский кинооператор. [www.kino-teatr.ru/kino/operator/ros/4500/works/]
- Хабихт, Кристиан (57) — германский актёр[75].
- Шекхават, Бхайрон Сингх (86) — вице-президент Индии (2002—2007)[76].
- Шепард-Баррон, Джон (84) — изобретатель банкомата.[77]
- Шулайкин, Александр Михайлович (86) — полный кавалер ордена Славы[78].

16 мая
- Вильчинская, Софья (95) польская актриса. [www.kino-teatr.ru/kino/acter/w/euro/214786/works/]
- Лопес Арельяно, Освальдо Энрике (88) — генерал, президент Гондураса (1963—1971, 1972—1975)[79].
- Джонс, Хэнк (91) — американский джазовый пианист, бэндлидер, композитор[80].
- Ронни Джеймс Дио (67) — американский рок-музыкант, один из «крёстных отцов» хэви-метала, участник групп Elf, Rainbow, Black Sabbath, Dio и Heaven and Hell[81].

17 мая
- Зеннхайзер, Фритц (98) — германский изобретатель и предприниматель, основатель компании Sennheiser[82].
- Лорио, Ивонна (86) — французская пианистка, композитор и педагог, вдова Оливье Мессиана[83].
- Мачавариани, Мухран Иванович (80) — грузинский советский поэт, народный депутат СССР[84].
- Хабаров, Александр Григорьевич (87) — Герой Советского Союза.
- Нантес, Рафаэль (53) — филиппинский политик, губернатор провинции Кесон (с 2007), авиакатастрофа[85].

18 мая
- Итен, Карин (53) — швейцарская фигуристка, бронзовый призёр чемпионата Европы (1973)[86].
- Маннанов, Ильдар Маннанович (88) — Герой Советского Союза, почётный гражданин города Набережные Челны[87]
- Розен, Мойше (78) — основатель церковной миссии Евреи за Иисуса[88].
- Сангвинети, Эдоардо (79) — итальянский писатель, переводчик, поэт, профессор итальянской литературы Генуэзского университета[89].
- Стиванелло, Джорджо (77) — итальянский футболист, игрок туринского «Ювентуса» (1956—1962)[90].

19 мая
- Амброзиев, Константин (30) — украинский кинооператор. [www.kino-teatr.ru/kino/operator/post/21359/bio/]
- Вос, Харри (63) — нидерландский футболист, игрок «Фейеноорда» (1971—1977), обладатель Кубка УЕФА 1974 года[91].
- Кохан, Мартин (77) — американский телевизионный сценарист и продюсер[92].

20 мая
- Бабаханов, Леонард Абдуллаевич (71) — советский актёр и сценарист. [www.kino-teatr.ru/kino/acter/m/ros/24174/bio/]
- Голебиевски, Тадеуш (пол. Tadeusz Gołębiewski) (1923-2010), польский учёный-биотехнолог, профессор.
- Бакулов, Игорь Алексеевич (84) — ветеринар-микробиолог и эпизоотолог.
- Макнейл, Роберт (94) — американский химик, изобретатель тайленола.[93]
- Мураяма, Тацуо (95) — министр финансов Японии (1977—1978) и (1988—1989)[94].
- Рудин, Уолтер (89) — американский математик[95].

21 мая
- Пост, Ховард (83) — американский сценарист и режиссёр анимационного кино[96].
- Пушкин, Геннадий Александрович (88) — слесарь-лекальщик Тульского оружейного завода, дважды Герой Социалистического Труда[97].

22 мая
- Гарднер, Мартин (95) — американский математик, писатель, популяризатор науки[98].
- Зиммер, Пьер (82) — французский актёр и режиссёр. [www.kino-teatr.ru/kino/acter/euro/166448/works/]

23 мая
- Багратион-Мухранская, Леонида Георгиевна (95) — вдова Владимира Кирилловича Романова (сын великого князя Кирилла Владимировича, в 1924 году провозгласившего себя императором всероссийским)[99].
- Коста, Эктор (80) — уругвайский баскетболист, бронзовый призёр Олимпийских игр 1952 и 1956 гг.[100]
- Монджек, Саймон (39) — фотограф, киносценарист, режиссёр и продюсер, вдовец Бриттани Мерфи.Острая пневмония [101].
- Мук, Пётр (45) — чешский певец[102].
- Мхитарян, Ашот (51) — главный тренер Армении по боксу (2006—2010)[103].
- Ростен, Ирвин (85) — американский сценарист, режиссёр и продюсер[104].
- Шатров, Михаил Филиппович (78) — драматург, автор сценариев кинофильмов «Тегеран-43», «Именем революции»[105].

24 мая
- Белостенный, Александр Михайлович (51) — советский баскетболист, центровой. Чемпион Олимпийских игр в Сеуле (1988); рак лёгких[106].
- Грей, Пол (38) — басист группы Slipknot[107].
- Матисс, Валдис (65) — военный деятель Латвии.
- Нейко, Евгений Михайлович (77) — советский и украинский врач-терапевт, доктор медицинских наук, профессор.
- Нью, Барбара (87) — британская актриса[108].
- Пол, Евгения (75) — американская актриса[109].
- Ротенбергер, Аннелизе (83) — немецкая оперная певица (лирическое сопрано)[110].

25 мая
- Иоанн (Витушкин) (83) — архиепископ Ярославский и Костромской Русской Православной Старообрядческой Церкви[111].
- Хлыбов, Николай Николаевич (92) — советский учёный-электротехник, конструктор вооружений.
- Хамидов, Абдуджалил Мадаминович (64) — председатель Ленинабадского областного исполнительного комитета (1992—1993), председатель хукумата (1995—1996)[112].

26 мая
- Корридон, Мария Луиза (80) — американская пловчиха, олимпийская чемпионка Игр в Лондоне (1948) в эстафете 4×100 м вольным стилем[113].
- Моран, Кристофер (54) — генерал, заместитель командующего британскими ВВС с 2009 года. Бывший командующий операциями ВВС и ВМС Великобритании в Ираке и Афганистане. Умер во время благотворительного участия в турнире по триатлону[114].
- Каньелс, Лео (77) — нидерландский футболист и тренер, главный тренер бельгийского «Брюгге» (1971—1973)[115].
- Красиков, Алексей Фёдорович (81) — заслуженный тренер СССР и России по плаванию[116].
- Сердюк, Александр Александрович (Лесь Сердюк) (69) — украинский актёр театра и кино, народный артист Украины; рак лёгких[117].
- Фёдорова, Галина Ивановна (90) — советская разведчица[118].

28 мая
- Макарьев, Артур Валерьянович (63) — радиожурналист, ведущий радиостанции «Маяк» [119].
- Вороновский, Геннадий Кириллович (65) — председатель правления АО «Харьковская ТЭЦ-5», Герой Украины (2007)[120].
- Катык, Сали Александрович (78) — генеральный директор ГУП «Омсктрансмаш» (1972—1997), Герой Социалистического Труда[121].
- Лаврик, Александр Фёдорович (82) — учёный-математик, академик Академии наук Республики Узбекистан[122].
- Гурова, Ирина Гавриловна (85) — советский и российский переводчик[123].
- Козак, Роман Ефимович (52) — актёр и режиссёр, художественный руководитель Московского драматического театра имени Пушкина[124].
- Коулман, Гэри (42) — американский киноактёр[125].
- Уайт, Рег (72) — британский яхтсмен, чемпион Олимпийских игр в Мельбурне (1976) в классе «Торнадо»[126]. Архивная копия от 16 июля 2011 на Wayback Machine

29 мая
- Хоппер, Деннис (74) — американский актёр и кинорежиссёр; рак простаты[127].
- Чесноков, Юрий Борисович (77) — советский волейболист и тренер, Олимпийский чемпион 1964, двукратный чемпион мира (1960 и 1962), восьмикратный чемпион СССР[128].

31 мая
- Буржуа, Луиза (98) — американский скульптор, живописец и график французского происхождения[129].
- Лис, Бенджамин (Бенджамин Джордж Лиснянский, 86) — американский композитор неоклассического направления[130].
- Ронкин, Валерий Ефимович (73) — советский диссидент, правозащитник, член общества «Мемориал» в Санкт-Петербурге[131].